# Dana Herfurth
Dana Herfurth (* 1. März 1998 in Dissen am Teutoburger Wald) ist eine deutsche Schauspielerin und Model.

## Leben
Geboren in Dissen am Teutoburger Wald 1998 und aufgewachsen in Den Haag, Niederlande, besuchte sie bis zu ihrem 16. Lebensjahr das Segbroek College und genoss eine Ausbildung mit einem starken Fokus auf den bildenden Künsten sowie eine Förderung durch die KABK. Nach ihrer Rückkehr nach Deutschland begann sie ihre Theaterlaufbahn und war drei Jahre lang Teil der „Jungen.Akteur*innen“ des Theaters Bremen, wo sie in zahlreichen Produktionen mitwirkte, unter anderem in Robin Sondermanns „MORE,MORE,MORE“ und Christiane Renziehausens „Verlorene Jugend“.
2017 schloss sie ihre schulische Laufbahn mit dem Abitur ab.
Von 2018 bis 2022 studierte sie Schauspiel an der Hochschule für Schauspielkunst Ernst Busch. Im Zuge dessen hat sie bereits unter anderem mit Michael Keller, Nico Holonics, Holger Stockhaus und Anja Schneider gearbeitet.

## Ausbildung
- 2018–2022: Hochschule für Schauspielkunst Ernst Busch[3]

## Filmografie

### Film und Fernsehen
- 2017: Incubo (Kurzfilm)
- 2019: Tatort: Wo ist nur mein Schatz geblieben? (Fernsehreihe)
- 2020: Der Menschenfeind (Film)
- 2021: Das Haus der Träume (Fernsehserie)
- 2021: Maria (Kurzfilm)
- 2022: Love Addicts (Fernsehserie)
- 2022: Labsal (Film)[4]
- 2023: Die Theorie von Allem
- 2023: SOKO Stuttgart (Fernsehserie, Folge Enkeltrick)
- 2024: Unsichtbarer Angreifer
- 2024: Wölfe (Fernsehserie, Staffel 2)[5]
- 2024: Love Sucks (Fernsehserie)
- 2025: Das Verschwinden des Josef Mengele

### Theater
(Quelle: )
- 2015: MORE, MORE, MORE
- 2016: Im Café Kapauke
- 2017: Und alle so: WhY?!
- 2017: Verlorene Jugend
- 2019: Szenenstudium
- 2020: Monolog
- 2021: Anatomie eines Suizids
- 2022: Der Theatermacher

## Auszeichnungen
- 2025: Bunte New Faces Award Film (Beste Nachwuchsschauspielerin)[6]